# Argyrodes samoensis
Argyrodes samoensis là một loài nhện trong họ Theridiidae.
Loài này thuộc chi Argyrodes. Argyrodes samoensis được Octavius Pickard-Cambridge miêu tả năm 1880.